# System of a Down

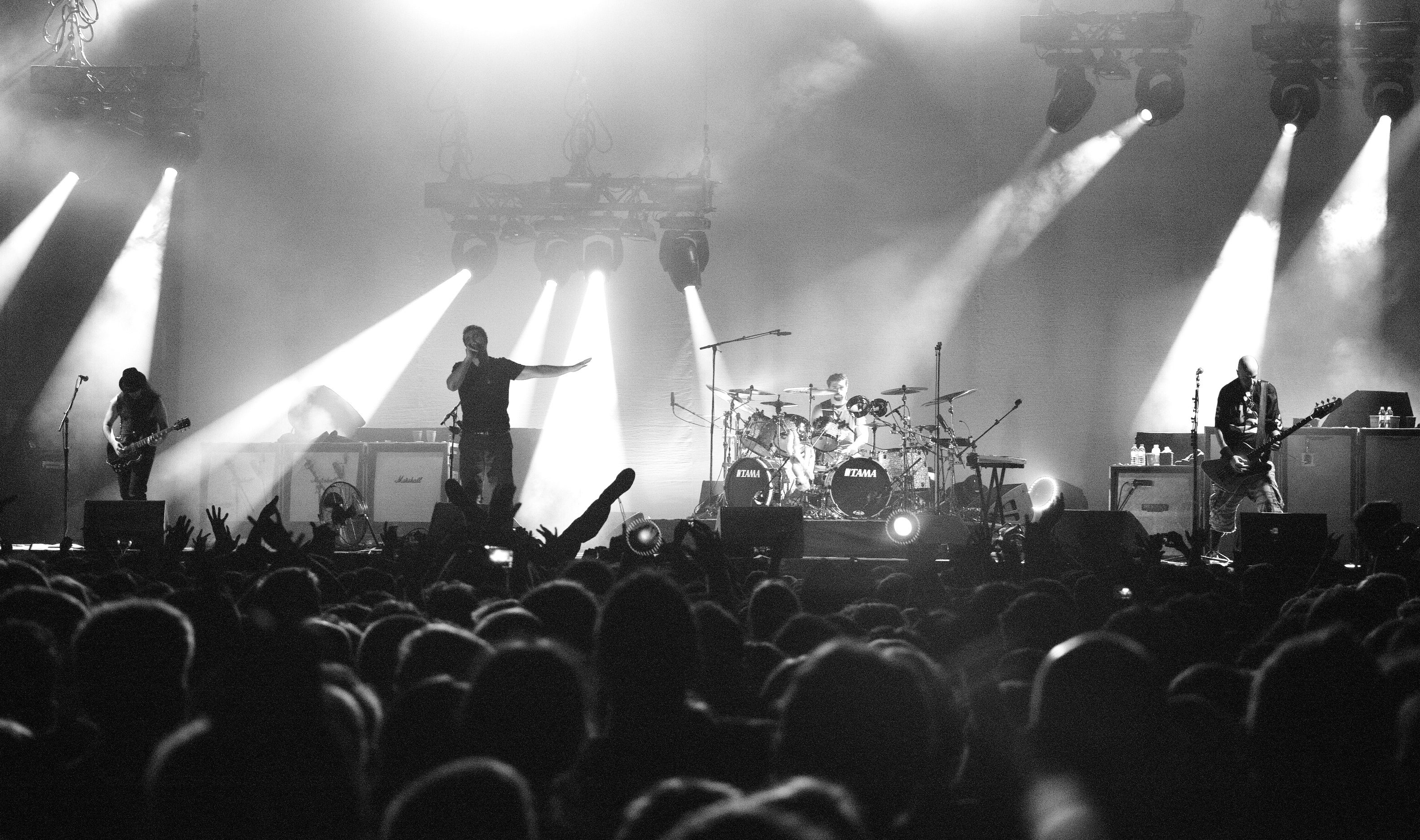
System of a Down 2013

System of a Down (englisch System eines Untergangs, abgekürzt SOAD) ist eine 1994 in Kalifornien gegründete Metal-Band, die verschiedene Musikgenres miteinander verbindet. Die Band besteht aus den Gründungsmitgliedern Serj Tankian (Lead-Gesang, Keyboards), Daron Malakian (Gesang, Gitarre) und Shavo Odadjian (Bass), außerdem dem Schlagzeuger John Dolmayan, der im Jahr 1997 Ontronik „Andy“ Khachaturian ersetzte. Alle Bandmitglieder haben armenische Wurzeln.

## Bandgeschichte
Im Jahr 1993 gründeten Serj Tankian und der acht Jahre jüngere Daron Malakian die Band Soil (nicht zu verwechseln mit SOiL). Beide lernten 1994 Shavo Odadjian kennen, der auf dieselbe armenische Privatschule in Kalifornien gegangen war. 
Serj und Daron gründeten 1995 System of a Down. Der Bandname leitet sich von einem Gedicht Malakians namens Victims of a Down ab. Shavo, der ursprünglich Manager von Soil werden sollte, übernahm in der neuen Formation zuerst die Rhythmusgitarre und später den Bass. Als Schlagzeuger wurde Andy Khachaturian eingesetzt; er verließ die Gruppe 1997 wegen einer Handverletzung und wurde durch John Dolmayan ersetzt.
Noch im selben Jahr bekamen sie von Rick Rubin, der sie bei einem Auftritt im Viper Room gesehen hatte, einen Plattenvertrag vermittelt, und begannen sofort mit den Aufnahmen für ihr erstes Album System of a Down. Dieses präsentierten sie als Vorband von Slayer auf deren Tour zum ersten Mal vor großem Publikum. Bis zum nächsten Album vergingen drei Jahre. Toxicity führte den begonnenen musikalischen Stil fort und brachte der Band den internationalen Durchbruch; das Album war durch eine Mischung aus hartem, schnellem Metal und langsameren, melodischen Passagen mit zweistimmigem Gesang von Tankian und Malakian gekennzeichnet. Im Jahre 2002 erschien Steal This Album! mit Liedern, die bereits während der Sessions für Toxicity geschrieben und aufgenommen worden waren. Serj Tankian betonte, dass das Album aber keine B-Seiten enthalte, sondern lediglich das Projekt Toxicity beenden und Platz für neue Lieder schaffen solle. Wie schon zuvor floss auch hier die heftige Kritik der Musiker an der US-amerikanischen Regierungspolitik in die Texte ein.

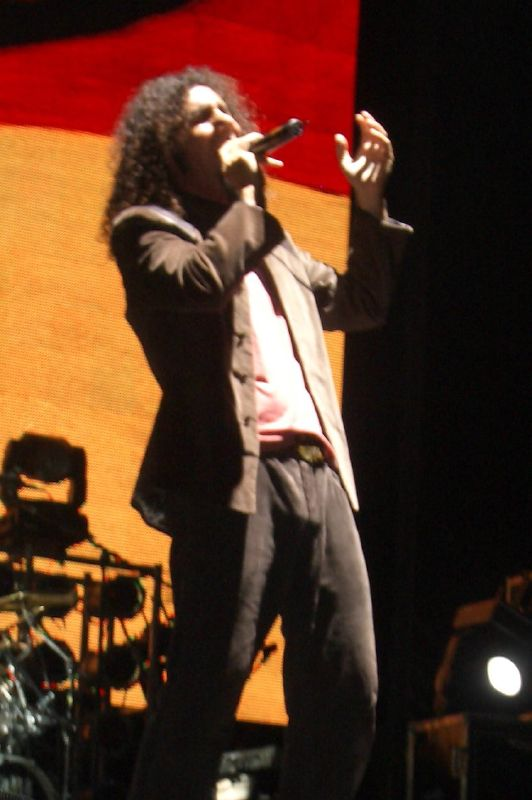
Sänger Serj Tankian (2006)

Wieder vergingen drei Jahre, in denen sich besonders Serj diversen Projekten wie zum Beispiel seinem eigenen Musiklabel Serjical Strike widmete. 2005 erschien Mezmerize. Es erreichte großen kommerziellen Erfolg und kletterte in zwölf Ländern (unter anderem Deutschland) auf Platz eins der Charts. Mezmerize war jedoch nur der erste Teil eines Albumpaares. Zusammen mit dem am 18. November 2005 erschienenen Album Hypnotize bildete es eine musikalische und inhaltliche Einheit. Beide Alben wurden durch das Stück Soldier Side miteinander verbunden, welches auf Mezmerize als Intro fungiert und auf Hypnotize das Album abschließt. Laut eigener Aussage der Band wollten sie die zur gleichen Zeit aufgenommenen Lieder nicht alle gleichzeitig auf den Markt bringen, nicht, um die Verkaufszahlen zu erhöhen, sondern um dem Publikum Zeit zu lassen, sich mit dem Material beider Alben in Ruhe auseinandersetzen zu können. Da beide Alben jeweils nur eine kurze Spielzeit haben und zum vollen Preis verkauft wurden, wurde die Band für diese Veröffentlichungspolitik dennoch kritisiert.
Nach den beiden Alben entschloss sich die Gruppe Mitte 2006, eine Ruhepause einzulegen, in der sich die vier Mitglieder mehr ihrem Privatleben und Soloprojekten widmen wollten, wie Gitarrist Malakian verlauten ließ. So befasste sich der Sänger Serj Tankian mit einem Soloprojekt, während der Gitarrist Daron Malakian und der Schlagzeuger John Dolmayan zusammen eine neue Band mit dem Namen Scars on Broadway, die in den musikalischen Grundzügen stark der Musik von System of a Down ähnelt, gründete.
Ab Juni 2011 ging die Band nach fünfjähriger Pause in Europa auf Tournee. Zeitgleich veröffentlichten sie die Kompilation System of a Down, die alle bisher veröffentlichten Studioalben zusammenfasste. Stationen in Deutschland waren die Zwillingsfestivals Rock am Ring und Rock im Park sowie das Nova Rock in Österreich, bei dem sie als Headliner auftraten, und ein Konzert in Berlin.
System of a Down sind als Liveband weiterhin aktiv. 2013 spielte die Gruppe so auf den deutschen Festivals Rock’n’Heim und Rock im Pott. 2015 waren System of a Down im Zuge der „Wake up the Souls“-Tour im hundertjährigen Gedenken am armenischen Genozid unter anderem in der armenischen Hauptstadt Jerewan zu sehen. 2017 waren System of a Down Headliner der Festivals Rock im Park, Rock am Ring und Nova Rock; 2019 spielten sie auf mehreren Festivals in Nordamerika. 2018 gab Serj Tankian allerdings zu Protokoll, entgegen verbreiteter Gerüchte sei kein neues Studioalbum in Vorbereitung. Er erklärte dies mit kreativen Konflikten zwischen ihm und Daron Malakian, die bereits die Arbeit an Mezmerize und Hypnotize überschattet hätten und dazu führten, dass die Band seither außerstande sei, gemeinsam neues Material aufzunehmen.
Die Gruppe tritt seither sporadisch live auf, aber neue Musik haben die Musiker mit armenischen Wurzeln zuletzt 2020 mit den beiden Songs "Protect the Land" und "Genocidal Humanoidz" anlässlich des Konflikts zwischen der Republik Arzach und Aserbaidschan veröffentlicht. Auf dem Cover der Single ist das Tatik Papik abgebildet, welches ein Symbol für die Unabhängigkeit der international nicht anerkannten Republik Bergkarabach ist.

## Stil
Die Bandbreite der Musik von System of a Down reicht von Alternative Metal, Nu Metal, Heavy Metal, Grunge, Progressive Metal, Psychedelic Rock über Punkrock und Hardcore Punk bis hin zu armenischer Folklore. Ein weiteres Merkmal der Band, deren Mitglieder armenischer Abstammung sind, ist die politische Aussage ihrer mehrdeutigen Liedtexte: So kritisieren System of a Down des Öfteren die zeitgenössische US-amerikanische Politik und die Massenmedien. Zudem machen sie in einigen Liedern auf den Völkermord an den Armeniern aufmerksam.
Eine weitere Rolle in der Musik der Band spielt der Humor. Deutlich wird dies bei Liedern wie This Cocaine Makes Me Feel Like I’m on This Song oder Vicinity of Obscenity, die durch einen weitgehend sinnlosen Text und ungewöhnliche musikalische Gestaltung bestimmt sind. Auch ihre Herkunft beeinflusst die Melodien ihrer Stücke: Spuren von armenischer Volksmusik findet man unter anderem in dem Lied Radio/Video.
Charakteristisch für System of a Down sind neben dem Wechselgesang des Frontsängers Tankian und des Gitarristen Malakian auch die harten Übergänge von aggressiven und lauten Gitarren- und Schlagzeugparts zu eher sanften Passagen, in denen die stimmliche Klasse Tankians besser zum Ausdruck kommt.

## Diskografie
Studioalben

| Jahr | Titel Musiklabel                             | Höchstplatzierung, Gesamtwochen, AuszeichnungChartplatzierungen (Jahr, Titel, Musiklabel, Platzierungen, Wochen, Auszeichnungen, Anmerkungen) | Höchstplatzierung, Gesamtwochen, AuszeichnungChartplatzierungen (Jahr, Titel, Musiklabel, Platzierungen, Wochen, Auszeichnungen, Anmerkungen) | Höchstplatzierung, Gesamtwochen, AuszeichnungChartplatzierungen (Jahr, Titel, Musiklabel, Platzierungen, Wochen, Auszeichnungen, Anmerkungen) | Höchstplatzierung, Gesamtwochen, AuszeichnungChartplatzierungen (Jahr, Titel, Musiklabel, Platzierungen, Wochen, Auszeichnungen, Anmerkungen) | Höchstplatzierung, Gesamtwochen, AuszeichnungChartplatzierungen (Jahr, Titel, Musiklabel, Platzierungen, Wochen, Auszeichnungen, Anmerkungen) | Anmerkungen                                                   |
| Jahr | Titel Musiklabel                             | DE | AT | CH | UK | US | Anmerkungen                                                   |
| ---- | -------------------------------------------- | --- | --- | --- | --- | --- | ------------------------------------------------------------- |
| 1998 | System of a Down American Recordings (Sony)  | — | — | — | UK— Gold + Gold (Digital)UK | US113 ×2Doppelplatin · (34 Wo.)US | Erstveröffentlichung: 30. Juni 1998 Verkäufe: + 2.275.000     |
| 2001 | Toxicity American Recordings (Sony)          | DE23 Gold · (43 Wo.)DE | AT16 Gold · (45 Wo.)AT | CH31 Gold · (41 Wo.)CH | UK13 ×2Doppelplatin · (47 Wo.)UK | US1 ×6Sechsfachplatin · (121 Wo.)US | Erstveröffentlichung: 27. August 2001 Verkäufe: + 7.750.000   |
| 2002 | Steal This Album! American Recordings (Sony) | DE14 Gold · (12 Wo.)DE | AT24 (12 Wo.)AT | CH25 (14 Wo.)CH | UK56 Gold · (4 Wo.)UK | US15 Platin · (22 Wo.)US | Erstveröffentlichung: 26. Oktober 2002 Verkäufe: + 1.190.886  |
| 2005 | Mezmerize American Recordings (Sony BMG)     | DE1 ×3Dreifachgold · (22 Wo.)DE | AT1 Gold · (31 Wo.)AT | CH1 Gold · (20 Wo.)CH | UK2 Platin · (15 Wo.)UK | US1 ×2Doppelplatin · (44 Wo.)US | Erstveröffentlichung: 16. Mai 2005 Verkäufe: + 3.313.068      |
| 2005 | Hypnotize American Recordings (Sony BMG)     | DE4 Platin · (23 Wo.)DE | AT3 Gold · (22 Wo.)AT | CH4 Gold · (14 Wo.)CH | UK11 Gold · (8 Wo.)UK | US1 Platin · (28 Wo.)US | Erstveröffentlichung: 18. November 2005 Verkäufe: + 1.491.990 |

- Frontcover zu Steal This Album!

## Auszeichnungen
- 2005: MTV Europe Music Award – Best Alternative
- 2006: Grammy – Best Hard Rock Performance (für den Song B.Y.O.B.)
- 2006: Echo – Best Alternative International